# Cladocarpus sinuosos
Cladocarpus sinuosos är en nässeldjursart som beskrevs av Vervoort 1966. Cladocarpus sinuosos ingår i släktet Cladocarpus och familjen Aglaopheniidae. Inga underarter finns listade i Catalogue of Life.